# Трой (Айдахо)
Трой (англ. Troy) — місто в окрузі Лата, штат Айдахо, США. Згідно з переписом 2010 року населення становило 862 особи, що на 64 особи більше, ніж 2000 року.

## Географія
Трой розташований за координатами 46°44′15″ пн. ш. 116°46′20″ зх. д. / 46.73750° пн. ш. 116.77222° зх. д. (46.737512, -116.772230).  За даними Бюро перепису населення США в 2010 році місто мало площу 2,03 км², уся площа — суходіл.

## Демографія

### Перепис 2010 року
За даними перепису 2010 року, у місті проживало 862 осіб у 324 домогосподарствах у складі 242 родин. Густота населення становила 421,3 ос./км². Було 355 помешкань, середня густота яких становила 173,5/км². Расовий склад міста: 96,1% білих, 0,2% індіанців, 0,6% азіатів, 0,5% інших рас, а також 2,7% людей, які зараховують себе до двох або більше рас. Іспанці та латиноамериканці незалежно від раси становили 3,0% населення.
Із 324 домогосподарств 38,6% мали дітей віком до 18 років, які жили з батьками; 63,9% були подружжями, які жили разом; 5,6% мали господиню без чоловіка; 5,2% мали господаря без дружини і 25,3% не були родинами. 20,4% домогосподарств складалися з однієї особи, в тому числі 8,4% віком 65 і більше років. У середньому на домогосподарство припадало 2,66 мешканця, а середній розмір родини становив 3,10 особи.
Середній вік жителів міста становив 37,9 року. Із них 29% були віком до 18 років; 5,1% — від 18 до 24; 28,4% від 25 до 44; 26,1% від 45 до 64 і 11,4% — 65 років або старші. Статевий склад населення: 49,8% — чоловіки і 50,2% — жінки.
Середній дохід на одне домашнє господарство  становив 73 291 долар США (медіана — 60 000), а середній дохід на одну сім'ю — 81 650 доларів (медіана — 63 889). Медіана доходів становила 44 327 доларів для чоловіків та 28 750 доларів для жінок. За межею бідності перебувало 2,2 % осіб, у тому числі 0,8 % дітей у віці до 18 років та 4,5 % осіб у віці 65 років та старших.
Цивільне працевлаштоване населення становило 418 осіб. Основні галузі зайнятості: освіта, охорона здоров'я та соціальна допомога — 35,6 %, будівництво — 12,4 %, роздрібна торгівля — 11,7 %.

### Перепис 2000 року
Згідно з переписом 2000 року, в місті проживало 798 осіб у 309 домогосподарствах у складі 224 родин. Густота населення становила 390,0 ос./км². Було 341 помешкання, середня густота яких становила 166,7/км². Расовий склад міста: 96,12% білих, 0,50% індіанців, 0,38% азіатів і 3,01% людей, які зараховують себе до двох або більше рас. Іспанці та латиноамериканці незалежно від раси становили 0,13% населення.
Із 309 домогосподарств 38,5% мали дітей віком до 18 років, які жили з батьками; 61,2% були подружжями, які жили разом; 7,8% мали господиню без чоловіка, і 27,2% не були родинами. 20,7% домогосподарств складалися з однієї особи, в тому числі 7,8% віком 65 і більше років. У середньому на домогосподарство припадало 2,58 мешканця, а середній розмір родини становив 3,02 особи.
Віковий склад населення: 29,8% віком до 18 років, 7,1% від 18 до 24, 29,2% від 25 до 44, 22,4% від 45 до 64 і 11,4% років і старші. Середній вік жителів — 34 роки. Статевий склад населення: 49,9 % — чоловіки і 50,1 % — жінки.
Середній дохід домогосподарств у місті становив $36 250, родин — $42 031. Середній дохід чоловіків становив $33 194 проти $23 295 у жінок. Дохід на душу населення в місті був $16 557. Приблизно 11,9% родин і 12,1% населення перебували за межею бідності, включаючи 14,7% віком до 18 років і 3,1% від 65 і старших.